# NGC 6279
NGC 6279 је спирална галаксија у сазвежђу Херкул која се налази на NGC листи објеката дубоког неба.
Деклинација објекта је + 47° 14' 16" а ректасцензија 16h 59m 1,3s. Привидна величина (магнитуда) објекта NGC 6279 износи 13,9 а фотографска магнитуда 14,9. NGC 6279 је још познат и под ознакама UGC 10645, MCG 8-31-17, CGCG 252-13, NPM1G +47.0338, PGC 59370.